# Jimlín (tvrz)
Jimlín je zaniklá tvrz ve stejnojmenné obci v okrese Louny. Byla sídlem zemanského rodu z Jimlína. V patnáctém století ji získali Kolovratové, kteří ji po založení Nového hradu ponechali jejímu osudu. Pozůstatky tvrze, které se údajně zachovaly ve sklepích novodobých domů, jsou od roku 1964 chráněny jako jako kulturní památka.

## Historie
První písemná zmínka o vsi a tvrzi pochází z roku 1265, kdy statek patřil Chotiborovi z Jimlína. Dalšími známými majiteli byli Slavibor a Předota z Jimlína. Jejich příbuzný, Záviš z Jimlína, roku 1346 bojoval za krále Jana Lucemburského v bitvě u Kresčaku. Další členové rodu na tvrzi sídlili do první poloviny patnáctého století. Již roku 1415 Jimlín připadl jako odúmrť králi Václavovi IV., který jej daroval Alšovi z Pozdně, Janu Skubelovi mladšímu a sirotkům po Alšovi z Jimlína. Roku 1416 si statek od krále vyprosili bratři z Kolovrat.
Záviš z Jimlína připomínaný v letech 1420–144 stál během husitských válek na katolické straně. Získal Hřivčice a roku 1441 sídlil v Opočně, ale Jimlínský statek mu již nejspíše ani částečně nepatřil. Jakýsi Rudolf z Jimlína, který pravděpodobně nebyl příbuzný zdejšího zemanského rodu, zapsal věno na jimlínské tvrzi své manželce Katruši. Její podíl později získal Šťastný z Tuchořic a ten ho roku 1447 přenechal Zikmundovi z Jimlína. Roku 1465 Jimlín vlastnil Albrecht z Kolovrat a Bezdružic, kterému malá tvrz nevyhovovala, a proto si s povolením krále Jiřího z Poděbrad nechal postavit Nový hrad, k jehož panství byl Jimlín připojen roku 1473.

## Stavební podoba
Z tvrze se nedochovaly žádné viditelné zbytky. V devatenáctém století byl na tvrzišti patrný val, zdivo a sklep v blízkosti domu čp. 1. Zbytky zdiva tvrze se podle pověstí nacházejí ve sklepích domů čp. 1 a 38, ale jejich existence nebyla doložena žádným výzkumem.